# Lucia Rijker

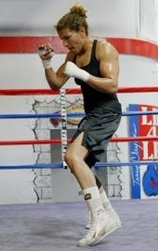
Lucia Rijker

Lucia Rijker (* 6. Dezember 1967 in Amsterdam) ist eine niederländische Schauspielerin, Boxerin und Kickboxerin.
Bekannt wurde sie durch ihre Rolle in Clint Eastwoods Film Million Dollar Baby, wo sie die deutsche Meisterin im Boxen verkörperte. Gastauftritte hatte sie in der US-Serie JAG – Im Auftrag der Ehre sowie im Science-Fiction-Film Star Trek aus dem Jahr 2009. Auch im realen Leben war sie im Boxsport aktiv und gewann einen Titel der Women’s International Boxing Federation (WIBF).

## Filmografie
- 2002: Rollerball
- 2004: Veronica’s Fight Master (Fernsehserie)
- 2004: JAG – Im Auftrag der Ehre (JAG, Fernsehserie, eine Folge)
- 2004: Million Dollar Baby
- 2005–2008: The L Word – Wenn Frauen Frauen lieben (The L Word, Fernsehserie, vier Folgen)
- 2007: I Love You Mommy (Kurzfilm)
- 2009: Star Trek
- 2019: The Ronda Rousey Story: Through My Father’s Eyes (The Ronda Rousey Story: Through My Father’s Eyes) (Dokumentarfilm)